# Santa Cruz de Marchena
Santa Cruz de Marchena è un comune spagnolo  situato nella comunità autonoma dell'Andalusia.